# Eura
Eura es un municipio de Finlandia, ubicado en la región de Satakunta. Tiene 12 449
habitantes y un área de 630,20 km², de los cuales 51,33 km² es agua. El municipio
se fundó en 1866. La geografía de Eura es de muchos lagos, más de cuarenta y de una naturaleza variable.
- Datos: Q999868
- Multimedia: Eura / Q999868